# Die kleinen Reiter
Die kleinen Reiter ist ein US-amerikanischer Fernsehfilm aus dem Jahr 1996.

## Handlung
Die junge Amerikanerin Joanne Hunter lebt seit dem Tod ihrer Mutter durch Kriegseinwirkung bei ihren Großeltern Roden in der von deutschen Truppen besetzten niederländischen Stadt Kerkendam. Die Besatzungstruppen unter Hauptmann (im Original Capt.) Kessel versuchen die Moral der Stadtbewohner zu brechen. So wird auch bei der Familie Roden der junge Leutnant Braun einquartiert. Des Weiteren sollen die Statuen der Kirchturmuhr, welche an den Befreiungskampf der Niederländer im 16. Jahrhundert erinnern, zu Kriegsmaterial eingeschmolzen werden. Jedoch gelingt es Joannes Großvater, kurz vor dem drohenden Abtransport die Statuen zu retten. Eine dramatische Jagd nach den Figuren beginnt und auch Leutnant Braun gerät in einen immer tieferen Zwiespalt zwischen Pflichterfüllung und der brutalen Herrschaft seines Vorgesetzten.

## Erstausstrahlung
Die Premiere des Films erfolgte in den USA am 24. März 1996. In Deutschland war der Film erstmals am 13. Juni 2000 in der ARD zu sehen, wogegen es zur  Erstausstrahlung in Großbritannien erst am 26. November 2006 kam.

## Kritiken
„Plädoyer für Zivilcourage“ – TV Spielfilm

## Sonstiges
Der Film wurde in der niederländischen Gemeinde Graft-De Rijp gedreht.